# 아리엘 (영화)
아리엘(Ariel)은 핀란드에서 제작된 아키 카우리스마키 감독의 1988년 드라마 영화이다. 투로 파잘라 등이 주연으로 출연하였고 아키 카우리스마키 등이 제작에 참여하였다.

## 출연

### 주연
- 투로 파잘라
- 수잔나 하아비스토

### 조연
- 마티 펠론파

## 제작진
- 미술: 리스토 카훌라